# Bataille de Tres Palos
Guerre d'indépendance du Mexique
La Bataille de Tres Palos est une action militaire de la guerre d’indépendance du Mexique qui eut lieu la nuit du 4 janvier 1811 au sein du campement espagnol situé dans la lagune de Tres Palos, Acapulco, État de Guerrero.

## Contexte
Quand il entendit la nouvelle de l'insurrection lancée par Miguel Hidalgo, José María Morelos, alors prêtre dans la ville de Carácuaro (es), dans l'État du Michoacán, décida de se joindre à lui lors d'une rencontre qui se tint à Indaparapeo. Hidalgo le nomma lieutenant et lui commanda d'être opérationnel dans le sud où se trouve le port d'Acapulco qui était une place très importante. À son retour à Carácuaro, Morelos forma sa propre armée et s'introduisit dans l'État de Guerrero pour commencer sa première campagne militaire d'octobre 1810 à août 1811.

## La bataille
Avec l'avancée de Morelos sur Acapulco, le vice-roi Venegas organisa une armée de 1 500 hommes assemblés au sud d'Oaxaca et prit le commandement de la division du colonel Juan Francisco Paris (es). José María Morelos qui avait avancé sur Veladero, Pie de la Cuesta, Marqués y Las Cruces, points critiques d'Acapulco, choisit de se retirer à Veladero tandis que les royalistes restaient à El Aguacatillo. Les troupes du colonel Paris avancèrent sur San Marcos et Las Cruces le 8 décembre à huit heures, lançant une attaque frontale sur les positions ennemies. L’assaut des royalistes du colonel Paris causa seulement vingt blessés parmi les troupes rebelles, contre 40 qui auraient été dénombrés dans son armée. On a alors supposé que les troupes espagnoles pouvaient avoir enterré les corps d'autres tués pour dissimuler l'ampleur de leur défaite. Juan Francisco Paris se retira du site connu sous le nom de Tonaltepec le long de la rivière Savannah, demandant des renforts à Acapulco mais laissa finalement 4 morts royalistes sur le champ de bataille. Les survivants espagnols se retirèrent avec leur blessés et retournèrent dans leurs positions à Acapulco. À la fin de la bataille, les prisonniers royalistes furent intégrés au sein des insurgés de Morelos. Malgré la victoire des insurgés à Tres Palos, Morelos ne put prendre le port d'Acapulco à cause de la trahison de l'artilleur espagnol José Gago qui avait reçu de l'argent des insurgés pour donner la ville.

## Sources
- BUSTAMANTE, Carlos María de (1846). Cuadro histórico de la revolución mexicana, comenzada en 15 de septiembre de 1810 por el ciudadano Miguel Hidalgo y Costilla, Cura del pueblo de los Dolores. (Impr. de JM Lara edición). México.